# BG-6滑翔機
Briegleb BG-6是一款1930年代由William G. Briegleb設計的單座滑翔機，既可以由工廠製造，也可以在家自製。

## 發展
BG-6是一款高翼單座滑翔機，採用鋼管-織物機身、帶有織物覆蓋的木質機翼和金屬和織物尾翼。型號證書於1940年9月14日獲得批准。
美國滑翔機公司製造了9架滑翔機，並向住宅建築商出售了67套套件。1942年，三架BG-6在美國陸軍航空兵團服役。
目前剩餘1架存放於國立滑翔翼博物館。

## 型號
BG-6
公司給予的編號，民用版，共67架
XTG-9
美國陸軍航空兵團的3架BG-6，這些飛機在1942年作為訓練滑翔機

### 註記
1. 1 2  Sailplane Directory 的存檔，存档日期June 9, 2007，.
2. ↑   (PDF).   [2009-02-10]. （原始内容 (PDF)存档于2017-01-25）.
3. 1 2  Andrade 1979, p. 170
4. ↑  .   [13 October 2011]. （原始内容存档于16 May 2011）.

### 書目
- Andrade, John. . Midland Counties Publications. 1979. ISBN 0-904597-22-9.
- Sailplane Directory